# Илиргытгын (озеро в Корякии)
Илиргытгын (устар. Илир-Гытхын) — пресное озеро в России, на северо-востоке Камчатского края. Расположено на территории Олюторского района. Является ландшафтным и зоологическим памятником природы регионального значения. Статус присвоен решением исполнительного комитета Камчатского областного Совета народных депутатов 9 января 1981 года. Находится в охранной зоне Корякского заповедника.
Высота над уровнем моря — 108,3 м, площадь озера — 7,97 км². Площадь водосборного бассейна, по одним данным 140 км², по другим 90 км². Объём воды — 0,239 км³.
Является нагульно-нерестовым нерковым водоемом на Корякском нагорье. Именно для сохранения нерестилищ азиатской нерки озеру был присвоен статус памятника природы. В озеро впадает река Гыргольилирваям, вытекает из него уже под другим названием — Култушная (Илиргытгын).
В переводе с корякского «илир» — остров, Илиргытгын — «островное озеро». В корякских преданиях сохранились воспоминания о некогда существовавшем у истоков Култушной селения Илир, откуда и переселилась к речному устью часть жителей. Туристические маршруты к озеру не разработаны в связи с его труднодоступностью.
Озеро окружено возвышенностями Пылгинского хребта, имеющими высокогорный характер — со скалистыми гребнями и склонами с убывающей крутизной. Из-за почти субарктического климата озеро слабо прогревается, из-за особенностей ветрового режима и морфологии для него характерна интенсивная циркуляция. Максимальная температура поверхности летом — 11-13 °C.
Вода очень слабо минерализована, количество солей не превышает 50 мг/л, высокое содержание кислорода во всей толще воды.
Фитопланктон представлен диатомовыми водорослями, в зоопланктоне преобладают Cyclops Scutifer, Leptodiaptomus Angustilobus, Daphnia Longiremis. Ихтиофауна представлена кижучем, неркой, кетой, хариусом, дальневосточной ручьевой миногой, арктическим гольцом, кунджей, сибирской ряпушкой, сигом-вальком, трёх- и девятииглой колюшками, тонкохвостым налимом и пестроногим подкаменщиком.